# Riccia satoi
Riccia satoi là một loài rêu trong họ Ricciaceae. Loài này được S. Hatt. mô tả khoa học đầu tiên năm 1949.